# Jacques Martin (politicus)
Jacques Martin (Chapelle-sur-Moudon, 11 mei 1933 – Provence, 2 december 2005) was een Zwitsers bosbouwkundige en politicus voor de Vrijzinnig-Democratische Partij (FDP/PRD) uit het kanton Vaud.

## Biografie

### Bosbouwkundige
Jacques Martin studeerde aan de handelsschool van Lausanne. Later ging hij een tijdje aan de slag bij de Zwitserse posterijen. Vervolgens studeerde hij tot 1963 voor bosbouwkundig ingenieur aan de Federale Polytechnische Hogeschool van Zürich. Daarna was hij van 1969 tot 1979 bosbouwkundig inspecteur. Nadien was hij tot 1988 zaakvoerder van een eigen tuinbouwbedrijf.

### Politicus
Martin was politiek actief op alle niveaus: lokaal, kantonnaal en federaal. Van 1979 tot 1981 was hij gemeenteraadslid in Gryon. Nadien was hij tot 1988 burgemeester (syndic) van deze gemeente.
Van 1974 tot 1980 was hij lid van de Grote Raad van Vaud, het kantonnaal parlement. Tussen 1988 en 1996 was hij lid van de Staatsraad van Vaud, de kantonnale regering, waar hij bevoegd was voor Landbouw, Industrie en Handel. Om tot de Staatsraad te kunnen toetreden, nam hij ontslag als burgemeester en als lid van de Nationale Raad en trok hij zich terug uit zijn tuinbouwbedrijf.
Bij de federale parlementsverkiezingen 1979 werd hij voor het eerst verkozen in de Nationale Raad, waar hij zetelde tussen 26 november 1979 en 15 augustus 1988. Enkele jaren later deed hij zijn herintrede in de Zwitserse Bondsvergadering, nadat hij bij de federale parlementsverkiezingen van 1991 in de Kantonsraad werd verkozen. Hij zetelde in deze raad van 25 november 1991 tot 5 december 1999.
Tevens was hij bestuurder bij de Kantonnale Bank van Vaud. In het Zwitserse leger had hij de graad van kolonel.